# Vipsania

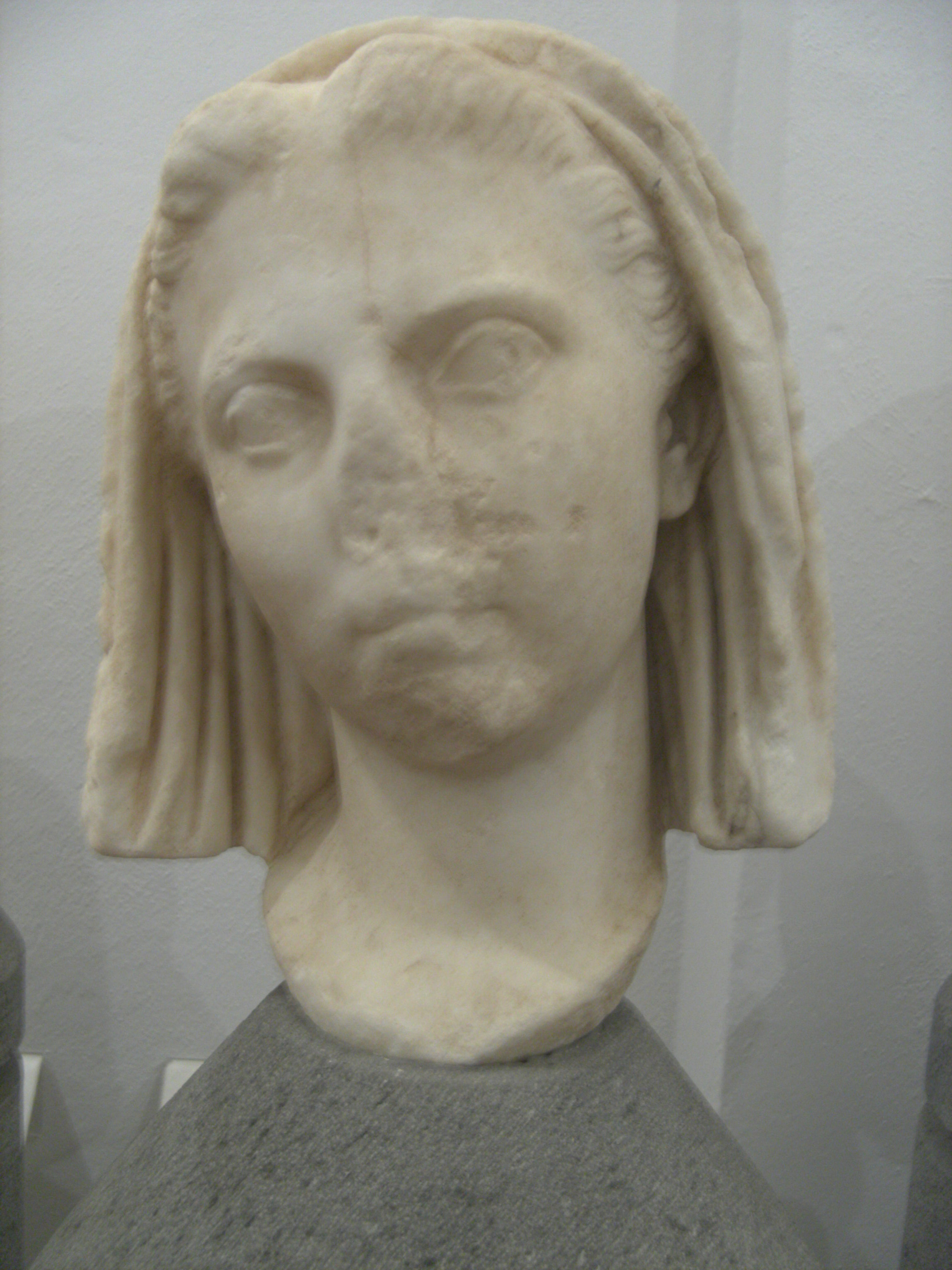
Retrato de Vipsania. Museo Nazionale Archeologico delle Marche de Grosseto.

Vipsania Agrippina (36 a. C.-20) fue una noble romana, hija de Marco Vipsanio Agripa y de su primera esposa, Cecilia Ática.

## Biografía
En el año 20 a. C. se convirtió en la primera esposa de Tiberio, quien posteriormente sería el sucesor del emperador Augusto. En el año 13 a. C. tuvo un hijo de su marido, llamado Tiberio Druso Claudio, aunque siempre fue más conocido como Druso el Joven. No obstante, al poco de este nacimiento, el emperador Augusto instó a Tiberio a divorciarse de Vipsania a pesar del amor que le profesaba. Tiberio tuvo que casarse con la hija del emperador, Julia la Mayor, quien había enviudado por segunda vez, ahora de Marco Vipsanio Agripa. Tiberio nunca pudo olvidar a Vipsania, pero en adelante sus vidas raras veces se cruzaron.
En el año 11 a. C., Vipsania se casó de nuevo con Gayo Asinio Galo, un locuaz senador que siempre se opuso a las directrices que posteriormente marcaran el emperador Tiberio y su secuaz Sejano. Vipsania le dio seis hijos hasta su muerte, en el año 20.